# Yes Theory
Yes Theory is een Amerikaans YouTube-kanaal en digitaal mediaplatform opgericht in 2015 door Ammar Kandil, Matt Dajer, Thomas Brag en Derin Emre. Het kanaal kreeg voor het eerst nationale en internationale mediabekendheid door hun boodschap tegen angst voor terreuraanslagen.
De content van Yes Theory wordt geprezen vanwege de frisse en authentieke manier waarop vreemde culturen worden ervaren en de oproep tot een positieve en ruimdenkende levensstijl. De Irish Mirror beschreef de video's als positief en inspirerend. Daarnaast proberen de makers zichzelf in moeilijke en mentaal uitdagende situaties te brengen, wat zij zelf beschrijven als "Seek Discomfort" (zoek ongemak).
In 2017 verliet Derin Emre het kanaal Yes Theory. Zijn Turkse visa werd afgewezen in de Verenigde Staten en hij moest terug naar Canada om daar permanent verblijf aan te vragen. In 2018 werd Ammar Kandil gevraagd door zijn vader om Yes Theory te verlaten, maar hij was zo gewijd aan het door hem mede opgerichte kanaal dat hij de moeilijke beslissing maakte om bij het kanaal actief te blijven.

## Achtergrond
Thomas Brag werd in 1993 geboren in Frankrijk met Zweedse ouders en schrijft zijn wens naar avontuur toe aan hen. Hij ontving zijn bachelordiploma van McGill-universiteit in Montreal, waar hij afstudeerde in ondernemerschap. Ook bracht hij een semester door op de Draper Universiteit in San Mateo, waar hij de zakenman en oprichter Tim Draper interviewde. Hij had enige tijd een relatie met Lexie Alford.
Matt Dajer werd geboren in 1992 in Canada en groeide op in de steden New York en Parijs. Dajer haalde in 2014 zijn bachelordiploma in Geschiedenis aan de McGill-universiteit.
Ammar Kandil werd geboren in 1994 in Egypte en woonde zijn hele jeugd buiten de stad Caïro. Hij studeerde African Leadership Academy in Zuid-Afrika. In 2011, tijdens de Egyptische revolutie studeerde hij aan de Quest University in Brits-Columbia.
Derin Emre werd geboren in Turkije en was in eerste instantie cameraman en mede-oprichter van Yes Theory. Hij stopte in 2017 bij Yes Theory en verhuisde naar Canada. Hij bezoekt het team nog vaak in Los Angeles.

## Geschiedenis
Het team ontmoette elkaar in Montreal en startte met het samenwerken aan het kanaal in de zomer van 2015. Het kanaal startte destijds als een serie uitdagingen, uitgevoerd door Dajer en Brag, in Montreal. Het project werd "Project 30" genoemd en elke uitdaging had als doel om de groep iets te laten doen buiten hun comfortzone.
Ze benaderden succesvol de Premier van Canada, Justin Trudeau voor een kerstkaart die werd verkocht om geld op te brengen voor Syrische vluchtelingen. Trudeau beschreef de actie destijds als "geweldige dingen rond diversiteit".
Yes Theory verhuisde naar Venice Beach, nabij Los Angeles in Californië en werden onderdeel van Vertical Networks.

## Reis naar bekendheid
Nadat Yes Theory verhuisde naar Venice Beach en onderdeel werd van Vertical Networks, gingen de presentatoren op verschillende reizen naar Egypte, Parijs, Londen en de Caraïben. Ze kregen media-aandacht door Britse reizigers met knuffels te verwelkomen op Heathrow Airport wat werd beschreven als hartverwarmend. Een reiziger beschreef het als iets wat zijn dag verbeterde en dat dit soort mensen de wereld mooi maken.
Een uitdaging om de Amerikaanse acteur Will Smith te laten bungeejumpen uit een vliegtuig werd door hem aangenomen. Een andere uitdaging was het meenemen van een Iers meisje last-minute naar Japan. Zij beschreef de ervaring als een manier om mensen bij elkaar te brengen en te laten weten dat ze niet alleen zijn. In 2018 ging een stunt viraal waarbij Justin Bieber zijwaarts een burrito at. In werkelijkheid hadden ze niet Justin Bieber, maar Brad Sousaa een look-alike van de bekende zanger over laten vliegen naar Los Angeles voor de scene.
In het voorjaar van 2019 lanceerde Yes Theory de documentaire Frozen Alive over de Nederlandse "The Iceman" Wim Hof. Ze reisden naar Polen waar ze vier dagen spendeerden en leerden over de Wim Hofmethode en beklommen een berg. Dit allemaal met ontblote benen en een ontbloot bovenlichaam in temperaturen tot -20 graden Celsius om het uithoudingsvermogen te testen. Dit was de eerste lange documentaire van Yes Theory.